# Ryan Perryman
Ryan Perryman (Oak Park, Míchigan, 13 de abril de 1976) es un exbaloncestista estadounidense. Con una estatura de 2,01 metros, jugaba en la posición de ala-pívot. Era especialista en la captura de rebotes, liderando ese rubro en diversas ligas como la NCAA, la KBL y la LNB.

## Trayectoria
Perryman fue reclutado con una beca deportiva en 1994 por la Universidad de Dayton para que integrase el plantel de los Flyers, el equipo de baloncesto de la institución. Jugó cuatro temporadas allí, destacándose especialmente en la última en la que promedió 12,5 rebotes por partido en 33 presentaciones, lo que lo convirtió en líder de rebotes de la División I de la NCAA en la temporada 1997-98.
Se presentó al Draft de la NBA de 1998, pero no fue seleccionado por ninguna franquicia.
A comienzos de 1999 se unió a los Grand Rapids Hoops de la CBA, pero dejó al poco tiempo al equipo para actuar en la segunda división del baloncesto de Hungría con el Matáv Pécs.
El club argentino Regatas San Nicolás lo contrató en enero de 2000. Renovó el contrato para la temporada 2000-01 de la LNB, en la que terminaría siendo el máximo reboteador del campeonato (promedió 10,1 rebotes en 47 presentaciones).
En julio de 2001 arregló su incorporación a Los Barrios de la Liga LEB, sin embargo semanas después anunció que no se incorporaría al club español para continuar con su carrera en la Argentina. Sin embargo, debido a los problemas económicos que atravesaba el país sudamericano, Perryman terminó migrando a Corea del Sur, donde jugaría tres temporadas en la KBL. En cada una de ellas terminó como líder en rebotes de la liga.
En 2004 regresó a la LNB argentina, sumándose a Conarpesa Madryn. Su equipo hizo una excelente campaña, llegando hasta los cuartos de final de la postemporada, mientras que Perryman, en lo personal, volvió a destacarse por ser el máximo reboteador del torneo (promedió 8,7 rebotes por encuentro en 55 partidos).
Jugó en la temporada 2005 de la Dimayor de Chile con la camiseta del Deportes Ancud, pero dejó el equipo antes de que concluyese la temporada. Regresó a la Argentina, pero esta vez para jugar en el TNA, el campeonato de la segunda división del baloncesto profesional del país. Allí actuaría las siguientes dos temporadas, una como miembro de Estudiantes de Bahía Blanca y la otra como miembro de Argentino de Junín.